# Pierre Regalado
Pierre Regalado (Valladolid, 1390 - La Aguilera, 30 mars 1456), est un saint franciscain espagnol, patron de la ville de Valladolid et de son diocèse depuis 1746.  Les catholiques le fêtent le 30 mars.

## Biographie
Fils de Pedro Regalado et María de la Costanilla, deux conversos (juifs convertis au catholicisme), Pedro est né à Valladolid, rue de la Platería. Il entre au couvent de San Francisco en 1403, situé tout proche de sa maison natale.
À quinze ans seulement, il accompagne déjà dans ses voyages le frère Pedro de Villacreces, un franciscain fervent qui, en plus de fonder le monastère de La Salceda à Tendilla, imposa une stricte observance de la règle de Saint François, fondant le groupe de Villacreces.
À La Aguilera, Pierre Regalado remplit les tâches les plus diverses, en mettant l'accent sur le soin des pauvres. Il est ordonné prêtre à vingt-deux ans et, à vingt-cinq ans, il accompagne à nouveau Fray Pedro de Villacreces, cette fois à El Abrojo (Laguna de Duero, dans la province de Valladolid) pour fonder un autre couvent, où, en raison de sa réputation de saint, il sera fréquemment consulté par les membres de la noblesse.
Sa renommée en tant que saint grandit rapidement, et des épisodes de bilocation lui sont attribués. Même après sa mort, elle se répand parmi le peuple et les classes puissantes : la reine Isabelle la Catholique visite sa tombe dans le sanctuaire de La Aguilera.
De son vivant et par la suite, de nombreux miracles lui sont attribués, il est canonisé en 1746 par Benoît XIV.

## Monuments et images
À Valladolid, dont il est le saint patron, une statue a été érigée le 13 mai 2004 (jour de la translation de son corps) sur la Plaza del Salvador, devant l'église du même nom, où il a été baptisé. Il s'agit d'une œuvre en bronze du sculpteur Miguel García Delgado.

## Galerie

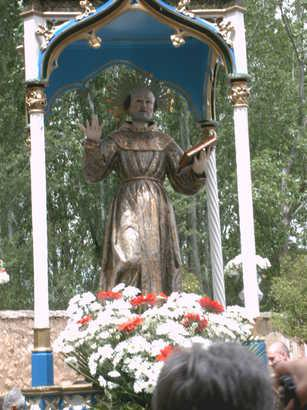
Procession de sa statue, pèlerinage de l'Aguilera (Burgos).
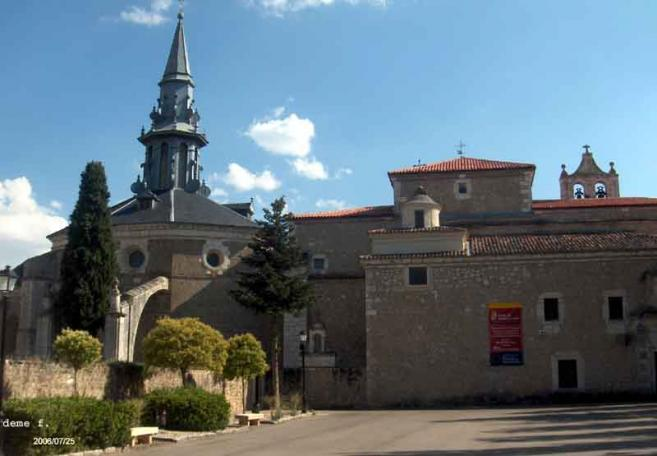
Sanctuaire de saint Pierre Regalado, L'Aguilera, Burgos.
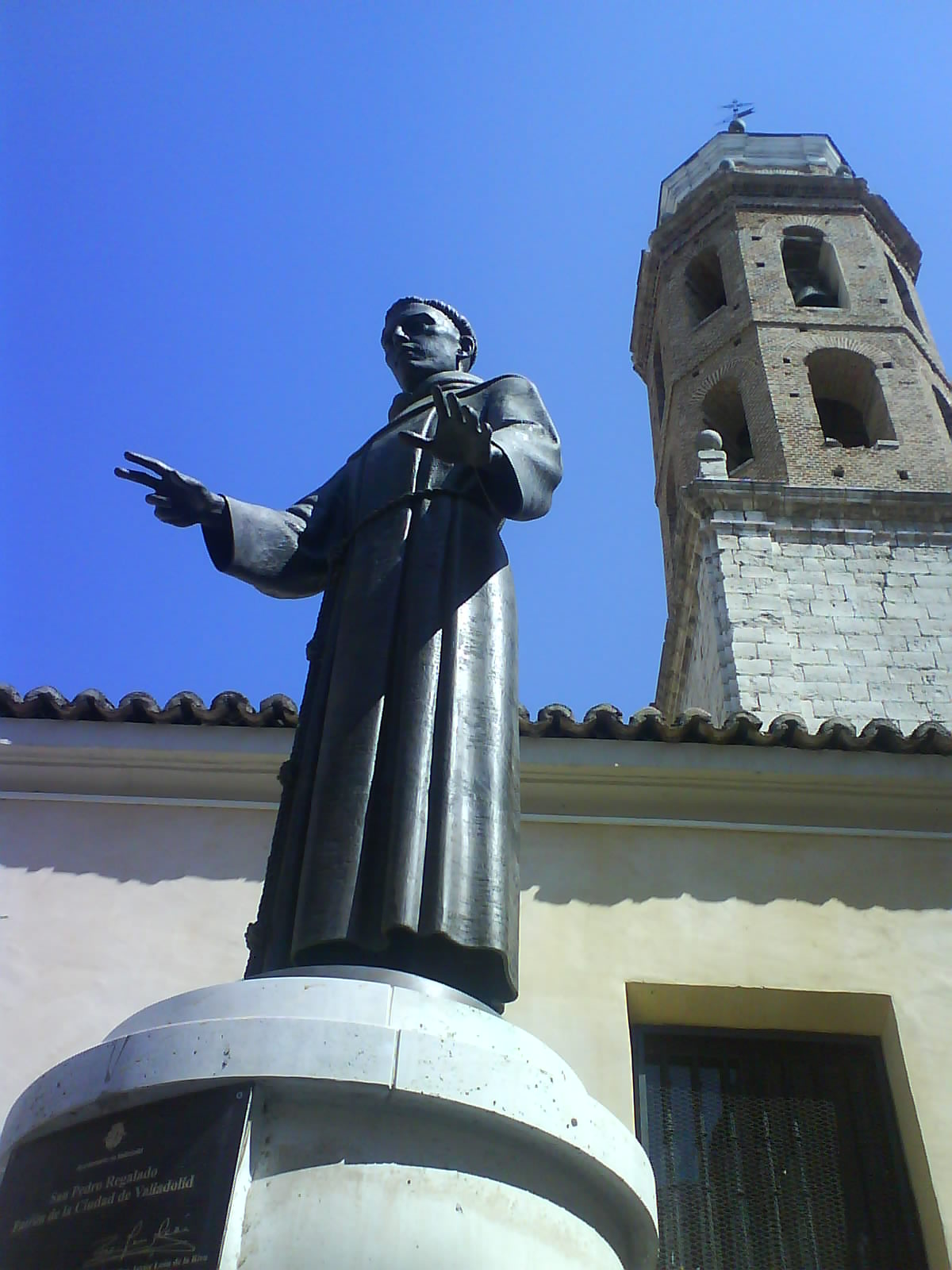
Statue place du Salvador devant la tour de l'église du Salvador, Valladolid.
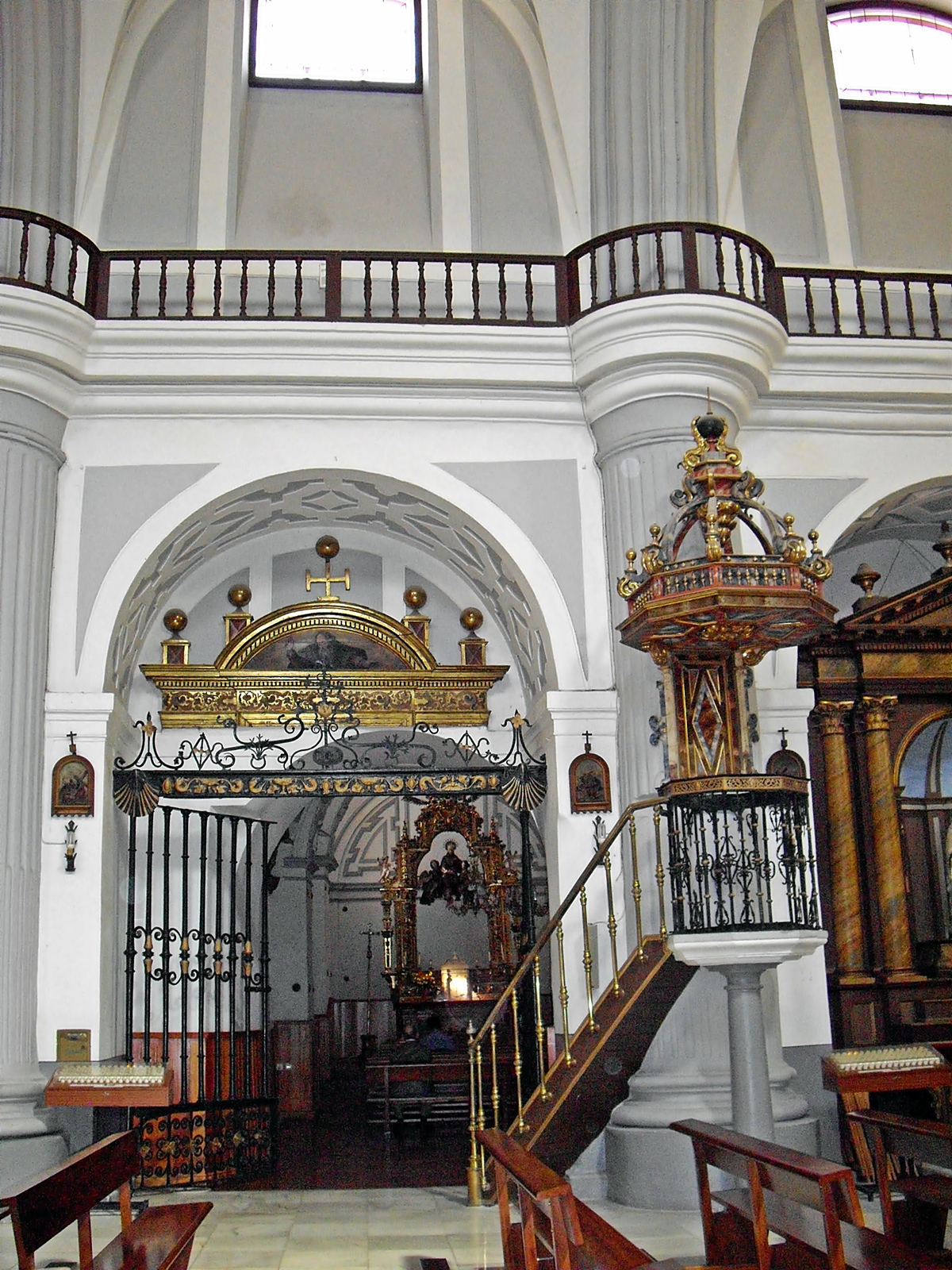
Chapelle de Saint Pierre Regalado, église du Salvador de Valladolid.
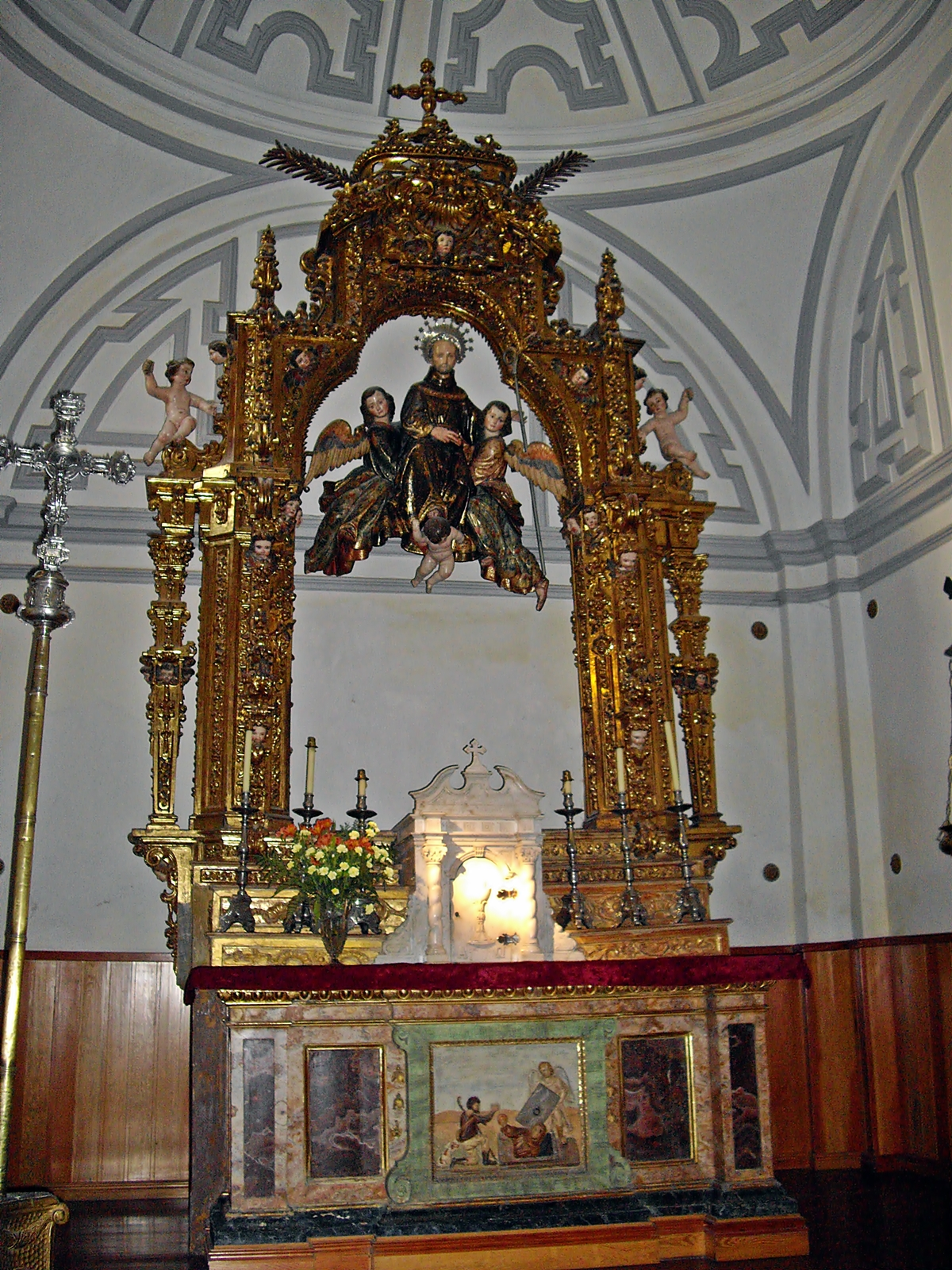
Retable de Pedro d'Ávila, église du Salvador de Valladolid.
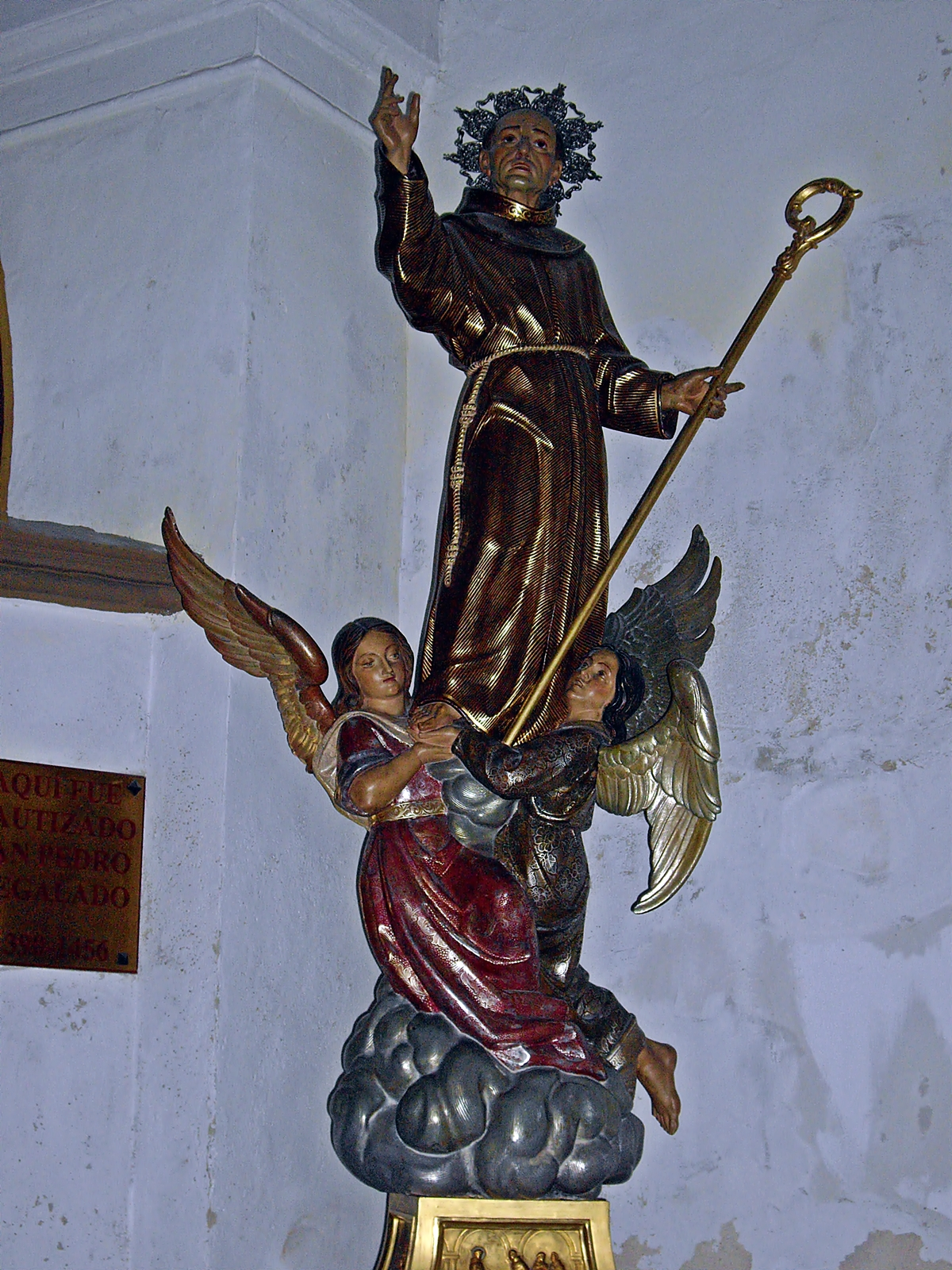
Statue de Saint Pierre Regalado, église du Salvador de Valladolid.
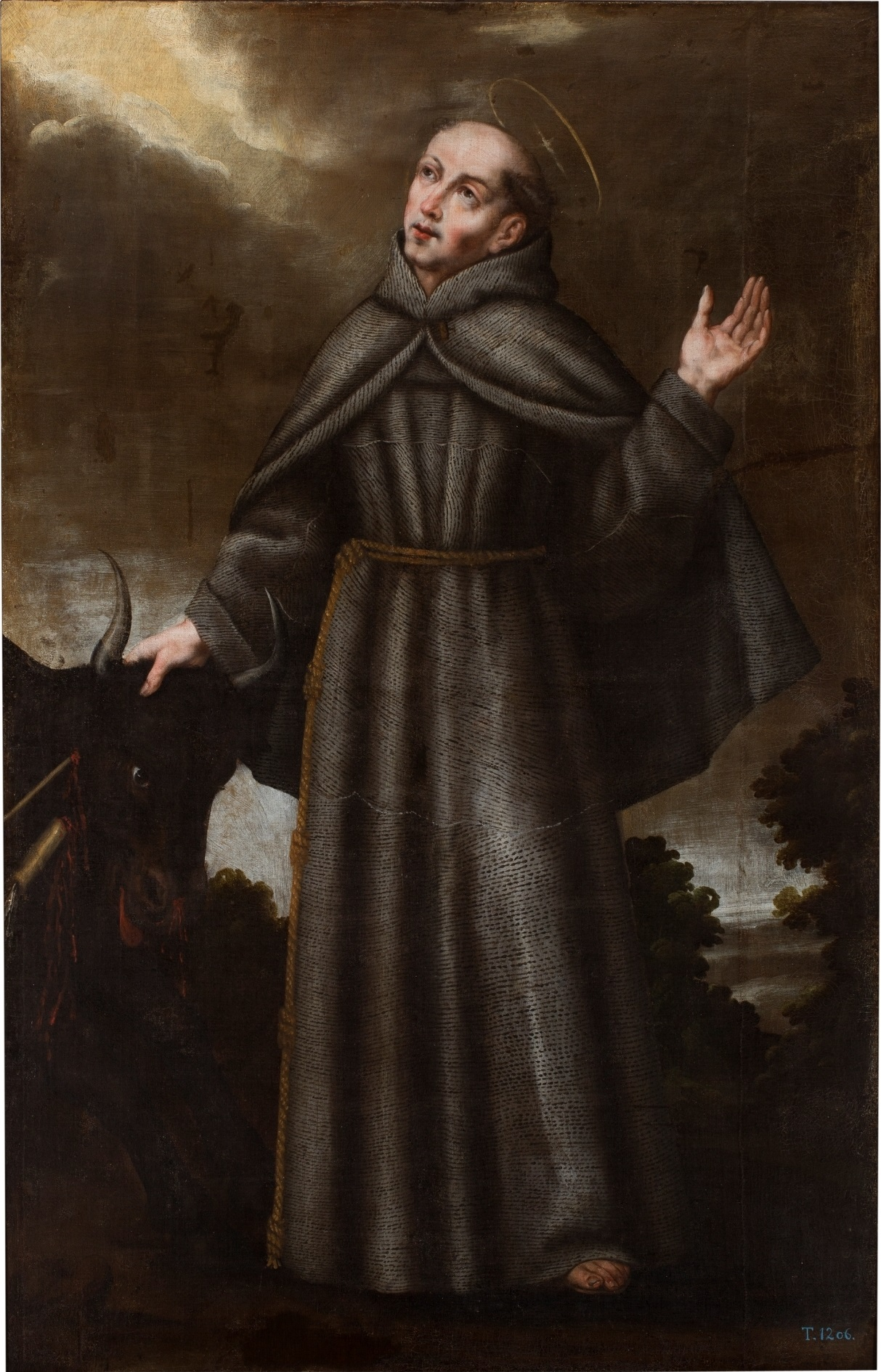
Saint Pierre Regalado. musée du Prado. Anonyme, XVIIe siècle.

## Traduction
- (es) Cet article est partiellement ou en totalité issu de l’article de Wikipédia en espagnol intitulé « Pedro Regalado » (voir la liste des auteurs).